# Can Volard (Argentona)
Can Volard és una obra d'Argentona (Maresme) protegida com a Bé Cultural d'Interès Local.

## Descripció
Masia d'aspecte barroc amb tres cossos perpendiculars a la façana, i un de paral·lel al darrere, on hi havia el celler, de planta baixa i pis, amb teulada a dues aigües i carener perpendicular a la façana.
Actualment s'ha rebaixat el terra de la part de llevant, deixant visible una cisterna, i s'han afegit diverses finestres de pedra en els laterals, frontal i en la part posterior, dins del celler, que té el sostre descobert. Al davant, en el safareig, es conservava en plafó de rajoles del 1786 amb la figura de l'arcàngel Sant Miquel, molt similar a la de ca l'Ànima. Actualment es conserva a l'interior de la masia.
L'entrada es conserva en molt bon estat, així com les dependències de la planta baixa. El pis conserva l'embigat de fusta i la sala.